# Hetty Hafkamp
Hetty Hafkamp (Hilversum, 9 maart 1953) is een GroenLinks-politica. Vanaf 2008 was zij burgemeester van de gemeente Bergen. In augustus 2019 kondigde zij aan om na twee ambtsperiodes in maart 2020 haar burgemeesterschap te beëindigen.

## Levensloop
Hafkamps moeder was huisvrouw, haar vader was werkzaam als sluiswachter bij de schutsluis Het Hemeltje in Overmeer.
Hafkamp studeerde in Leeuwarden aan de subfaculteit Sociale wetenschappen van de Rijksuniversiteit Groningen, wat zij combineerde met een studie Frans. Na haar studies werkte zij in het welzijns-, gezondheids- en sociaal werk. Zij was tussen 1985 en 1991 emancipatiewerkster in Dokkum en tussen 1991 en 1999 directeur van het gezondheidscentrum Camminghaburen in Leeuwarden. Hafkamp heeft één oudere zus.

### Politiek
In 1998 werd Hetty Hafkamp in Leeuwarden na raadslid voorzitter van de fractie van PAL/GroenLinks. Van 1999 tot 2006 was zij wethouder, verantwoordelijk voor milieu, welzijn, zorg en sport. Daarnaast was zij voorzitter van de Friese Milieu Federatie, de Task Force Verlichting en het Klimaatverbond Nederland, een alliantie van gemeenten die zich inzet voor het verminderen van klimaatverandering.
Op 3 maart 2008 werd Hetty Hafkamp als indirect opvolger van Paul de Winter benoemd tot burgemeester van Bergen. In 2015 werd haar aanstelling gecontinueerd. Op 3 maart 2020 werd zij opgevolgd door Peter Rehwinkel als waarnemend burgemeester.
De gemeente Bergen was op 19 juni 2019 onderwerp van het tv-programma "Opstandelingen: Boze Bergers" van BNNVARA op NPO 2, waarin inwoners van Bergen aan het woord komen die de gemeente laakbaar handelen verwijten en waarin burgemeester Hafkamp daar weerwoord op biedt.

### Persoonlijk
Hetty Hafkamp is moeder van twee kinderen en heeft twee kleinkinderen.